# 内尼冈
内尼冈（法語：Nénigan，法語發音：[neniɡɑ̃]）是法国上加龙省的一个市镇，属于圣戈当区。

## 地理
内尼冈（43°21'27"N, 0°42'10"E）面积2.38 平方千米，位于法国奧克西塔尼大區上加龙省，该省份为法国西南部内陆省份，西南端与西班牙接壤，自此顺时针与上比利牛斯省、热尔省、塔恩-加龙省、塔恩省、奥德省和阿列日省接壤。
与内尼冈接壤的市镇（或旧市镇、城区）包括：皮莫兰、佩吉扬、科曼日地区圣费雷奥尔。

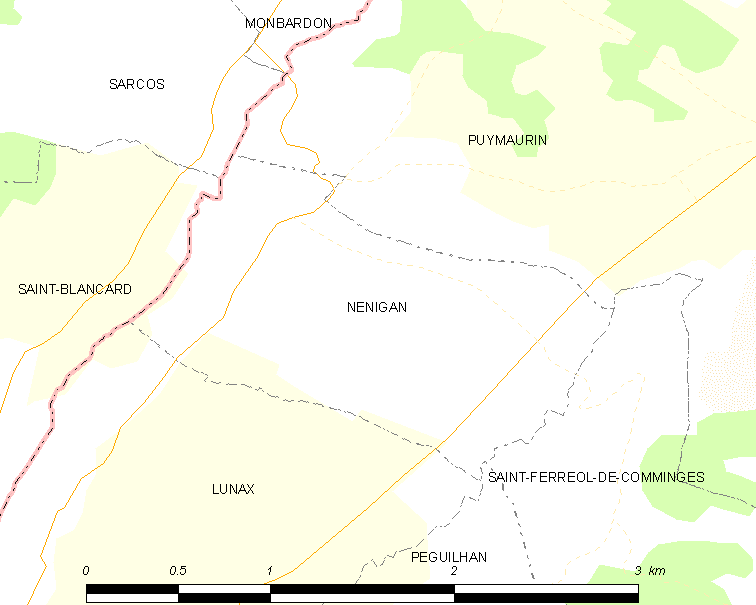
内尼冈的OSM定位图

内尼冈的时区为UTC+01:00、UTC+02:00（夏令时）。

## 行政
内尼冈的邮政编码为31350，INSEE市镇编码为31397。

## 政治
内尼冈所属的省级选区为圣戈当县。

## 人口

1962-2008年间内尼冈人口变化图示

内尼冈于2022年1月1日时的人口数量为50人。